# 환성정
환성정은 대한민국 대구광역시 북구 서변동에 있다.

## 개요
임진왜란때 대구지방에서 의병장으로 활약한 태암 이주의 충절을 기리기 위해 세운 정자이다. 서계서원 안에 있으며, 환성정 현판은 대원군의 친필이다.